# Platanavis nana
Platanavis nana — викопний вид птахів, що існував у пізній крейді, 89–86 млн років тому. Скам'янілі рештки знайдені у відкладеннях формації Біссекти в Узбекистані. Відомий лише по елементі складного крижа. Через невелику кількість викопного матеріалу, неможливо судити про зовнішній вигляд та спосіб життя птаха.